# Містечка Японії
Містечка (яп. 町, тьо, маті) — адміністративні одиниці Японії муніципального рівня. Статус містечок нижче міста, проте вище села.
Права містечка визначаються 2 параграфом 8 статті «Закону Японії про місцеве самоврядування».
Містечка є складовими повітів префектури, в якій вони знаходяться. Вони не мають власних окремих рад, але можуть обирати загальнопрефектурну раду усіх містечок і сіл префектури. Як правило, містечка мають своїх мерів.
Якщо кількість мешканців містечка сягає 50 000 осіб йому може бути наданий статус міста. На квітень 2007 року в Японії нараховувалось 827 містечок.